# Comissão Federal de Eletricidade

Logotipo

A Comissão Federal de Eletricidade (em espanhol: Comisión Federal de Electricidad), também conhecido pela sigla CFE, é uma empresa pública mexicana responsável pelo controle, geração, transmissão e venda de eletricidade em todo o México. Foi fundada em 14 de agosto de 1937.